# Whiskey Business
Whiskey Business (с англ. — «Виски-бизнес») — девятнадцатый эпизод двадцать четвёртого сезона мультсериала «Симпсоны». Выпущен 5 мая 2013 года в США на телеканале «Fox».

## Сюжет
Гомер спасает Мо, который в очередной раз собрался покончить с жизнью. Мардж предлагает Мо совершить поездку по столице штата с друзьями. Тот соглашается. Во время поездки Мо покупает себе новый элегантный костюм, и ему на душе становится лучше. Вернувшись, Мо наводит порядок в баре. К нему заходят двое бизнесменов. Мо предлагает им выпить бурбон собственного приготовления, и те говорят, что на этом можно заработать много денег. Мо мгновенно приобретает популярность, но, к несчастью для него, нить от его нового костюма попала в двери лифта, и костюм портится. Он приходит в фондовую биржу в своём обычном костюме бармена, и его прибыль мгновенно падает. Мо возвращается к своей прошлой жизни, но решает повременить с самоубийством… хотя бы до праздников.
Тем временем Барт с друзьями сооружают водную горку, но дедушка Эйб случайно скатывается с неё и жёстко падает. Барт ухаживает за ним, пряча его в подвале. Позже выясняется, что дедушка всё время был симулянтом. Но и Барт, и Эйб понимают, что данный случай их сблизил.
А Лиза в ужасе узнаёт, что в джаз-клубе используют голограмму саксофониста Мерфи Кровавые Дёсны, которого, как известно, нет в живых. Лиза пытается написать протесты компании, но её неожиданно посещает саксофонист Сонни Роллинз. К расстройству Лизы, это не сам Роллинз, а его голограмма, которую создала та же компания.

## Интересные факты
- Когда Мо, Гомер, Мардж, Ленни и Карл приезжают в столицу штата, звучит оригинальная песня «Capital City» из эпизода «Dancin’ Homer» в исполнении Тони Беннетта.

## Оценка критиков и публики
Во время премьеры эпизод просмотрело около 4.43 миллионов человек 18-49 лет, он получил рейтинг 1.9 и занял третье место по просматриваемости (второй — «Гриффины», «Save the Clam»; первый — «Американский папаша», «Lost in Space»).
Оценки от критиков были смешанными. Например, Роберт Дэвид Салливан из «The A.V. Club» дал оценку «C-» со словами: «Я часто жаловался насчёт чёрного юмора в этом сезоне, но ещё больше меня расстраивает бездарный чёрный юмор. Такой бездарный, что сюжет развивается благодаря самоубийству».